# Elaphoglossum avaratraense
Elaphoglossum avaratraense är en träjonväxtart som beskrevs av Rakotondr. Elaphoglossum avaratraense ingår i släktet Elaphoglossum och familjen Dryopteridaceae. Inga underarter finns listade.